# ASALM
Die Martin Marietta ASALM (Advanced Strategic Air-Launched Missile) war ein strategischer luftgestützter Marschflugkörper, der als Nachfolger der AGM-69 SRAM der USAF geplant war. Primär sollte die ASALM als Luft-Boden-Rakete die gegnerische Flugabwehr sowie strategische Ziele angreifen. Die Sekundäraufgabe war, als Luft-Luft-Rakete gegnerische AWACS-Flugzeuge anzugreifen. Die Entwicklung begann 1976, das Testprogramm lief von 1979 bis 1980, bevor das Projekt abgebrochen wurde.

## Geschichte
Anfang der 1970er erkannte die United States Air Force in neuen technischen Entwicklungen das Potenzial für neue strategische „Luft-Boden“-Lenkwaffen. Die ASALM sollte die AGM-69 SRAM ersetzten und in Reichweite sowie Geschwindigkeit übertreffen. Im Jahre 1976 startete die Ausschreibung und Mitte 1978 standen mit Martin Marietta/Marquardt Corporation sowie McDonnell Douglas/Chemical Systems Division (Tochterunternehmen von United Technologies Corporation) zwei Teams für Flugzeugrumpf/Antrieb bereit. Rockwell International und Raytheon haben sich um die Navigationssysteme beworben.

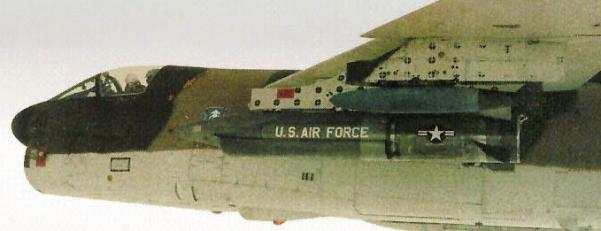
ASALM an einer A-7 Corsair

1977 wurde das Projekt um zwei Jahre vorgezogen und 1985 als Einsatztermin festgelegt. Die Ausschreibung gewann Martin Marietta/Marquardt. Von Oktober 1979 bis Mai 1980 erfolgten sieben Teststarts, welche die Antriebstechnologie validieren sollten. Bei einem dieser Test erreichte das Testvehikel unbeabsichtigt sogar die Geschwindigkeit von 5,5 Mach. Im November 1981 sollte die Hauptphase der Entwicklung starten, doch ab Mitte 1981 nahmen die Informationen um das Projekt ab. Das Projekt pausierte zunächst und wurde später abgebrochen. Es werden verschiedene Vermutungen diesbezüglich angestellt. Möglicherweise fiel das Projekt allgemeinen Budgetkürzungen zum Opfer, weil gleichzeitig die Entwicklung der AGM-86 Cruise Missile vorangetrieben wurde. Eine andere Möglichkeit ist ein Wechsel der geplanten Ausrichtung der strategischen Waffen. Anfang der 1980er investierte das US-Verteidigungsministerium in Tarnkappentechnik sowie Hyperschallgeschwindigkeit für Marschflugkörper. Demnach hätte ein Strategiewechsel von Angriffen in Tief-/Konturenflug bei Schallgeschwindigkeit zu Angriffen aus großer Flughöhen bei Hyperschallgeschwindigkeit mit Tarnkappentechnik stattgefunden.
Martin Marietta versuchte 1983 auf Grundlage der ASALM eine Zieldarstellungsdrohne AQM-127 SLAT zu entwickeln; dieses Projekt wurde aber schon in der Anfangsphase abgebrochen.
Nach dem Abbruch der ASALM forcierte die Air Force die Entwicklung der AGM-131 SRAM II.

## Technik
| Antriebskonzept ASLAM |                |
| Abgasflamme           | Festtreibstoff |
| Flüssigtreibstoff     | Gefechtskopf   |

Die ASALM-Rakete hatte mit einer Länge von 4,3 Metern annähernd identische Abmessungen zur SRAM und sollte mit deren Startvorrichtungen von einer Rockwell B-1 oder General Dynamics F-111 gestartet werden.
Wegen der hohen Fluggeschwindigkeit wurde ASALM als Lifting Body ohne Tragflächen entwickelt; Steuerung und Stabilisierung erfolgte über ein kreuzförmiges Leitwerk am Heck. ASALM sollte mit einem innovativ kombinierten Staustrahl-/Raketentriebwerk ausgestattet werden. Dabei diente das Gehäuse des ausgebrannten Raketentriebwerks als Brennkammer für das Staustrahltriebwerk. Durch die Integration der beiden Triebwerke konnte ein Volumen von 30–40 % eingespart werden.
Zum ersten Mal wurde das Konzept eines ähnlichen kombinierten Triebwerkes (mit Feststoffbooster, der sich in der Brennkammer des Staustrahltriebwerkes befindet) in der Sowjetunion in den 1960ern für die Rakete Gnom projektiert und getestet, später für den Seezielflugkörper SS-N-22 Sunburn parallel zur ASALM entwickelt und gebaut.
Nach dem Abwurf folgte eine kurze antriebslose Phase. In sicherem Abstand zum Flugzeug zündete das Feststoff-Raketentriebwerk, das den Flugkörper auf Überschallgeschwindigkeit beschleunigte. Nach dem Ausbrennen des Festtreibstoffs wurde die Düse des Raketentriebwerks abgetrennt; eine für das Staustrahltriebwerk optimierte Düse wurde dadurch freigelegt. Gleichzeitig wurde der Lufteinlass, der während der Beschleunigung mit dem Raketentriebwerk aerodynamisch günstig verschlossen war, für das luftatmende Staustrahltriebwerk freigelegt. Das Staustrahltriebwerk zündete; es wurde mit dem flüssigen und energiereichen Treibstoff Shelldyne-H betrieben. Es beschleunigte die Rakete auf Mach 4,5 Marschgeschwindigkeit.
Beim Standard-Flugprofil steig die ASALM nach dem Start in einem steilen Winkel auf eine Flughöhe von 24.400 m (80.000 Fuß), auf welcher der Marschflug erfolgte. Während dem Marschflug erfolgte die Lenkung mit dem Trägheitsnavigationssystem. In einer bestimmten Entfernung zum Ziel wurde das Triebwerk abgeschaltet und die ASALM ging in einen steilen Sturzflug von nahezu 90° zur Erdoberfläche über. Auf einer Höhe von 3.048–6.096 m wurde das Triebwerk wieder gestartet und der bordeigene Suchkopf aktiviert. Das Ziel wurde daraufhin in einem steilen Winkel von 60°–80° angeflogen. Die Zielortung erfolgt über Gelände-Kontur-Abgleich. Dabei vergleicht der Bordcomputer aufgenommene Höhenprofil des Bordradarbildes mit dem gespeicherten Höhenprofil des Zielgebiets. Für die Bekämpfung von Luftzielen war ein aktiver Radar-Suchkopf geplant. Die Reichweite bei diesem Flugprofil lag bei etwa 480 km.
Weiter war ein Flugprofil mit einem anfänglichen Marschflug in großer Höhe, gefolgt von einem abschließenden Zielangriff im Tiefflug möglich. Bei diesem Flugprofil sollte eine Reichweite von rund 250 km erreicht werden. Ebenso konnte die ASALM die gesamte Flugstrecke im Tiefflug zurücklegen. Im reinen Tiefflug verringerte sich die Reichweite aber auf rund 180 km.
Als Sprengkopf waren die Nukleargefechtsköpfe W-69 (170–210 kT), W80 (5–150 kT) oder ein Splittergefechtskopf vorgesehen.

## Sowjetische Reaktion
Das sowjetische Verteidigungsministerium wusste vom ASALM-Programm, ihre Reichweite wurde mit 600–800 km allerdings überschätzt. Ebenso wusste die Sowjetunion von der Mach-2-Tiefflugfähigkeit. Das Verteidigungsministerium nahm an, dass nicht nur die S-300P und S-300W-Flugabwehrraketen, sondern auch die modernisierte Version der S-200, S-200D Dubna mit der Lenkwaffe W-880M, die ASALM hätte bekämpfen können.